# Funafuti
Funafuti è un atollo delle Tuvalu, capitale della piccola nazione.
L'arcipelago, composto da 33 isole la maggior parte delle quali disabitate, ha una popolazione di  6 600 abitanti circa, che lo rende la divisione amministrativa più popolosa del paese.
L'atollo, che insiste in un'area di 275 km², è composto da una striscia di terra larga tra i 20 e i 400 metri, che circonda una laguna larga 18 km e lunga 14, collegata al mare da vari passaggi con diversi gradi di navigabilità. Il territorio complessivo delle isole non supera i 2,5 km². 
C'è una sola strada, lunga una decina di chilometri, che percorre per il lungo l'isoletta di Fongafale che ospita il villaggio di Vaiaku, sede di tutti gli edifici governativi, di un piccolo aeroporto e dell'unico albergo (il Vaiaku Langi Hotel).
Le caratteristiche capanne di foglie di palma sono quasi del tutto scomparse e oggi le case sono in gran parte costruite con legno e lamiera zincata.
Il più importante edificio di Funafuti è il palazzo del governo, l'unico edificio alto più di un piano. Un altro luogo di interesse turistico è costituito dai resti di un aereo militare giapponese, abbattuto durante la seconda guerra mondiale quando l'aeroporto di Tuvalu fu usato dalle forze statunitensi per difendere le isole Gilbert (ora Kiribati) e Marshall.